# Josef Křivka

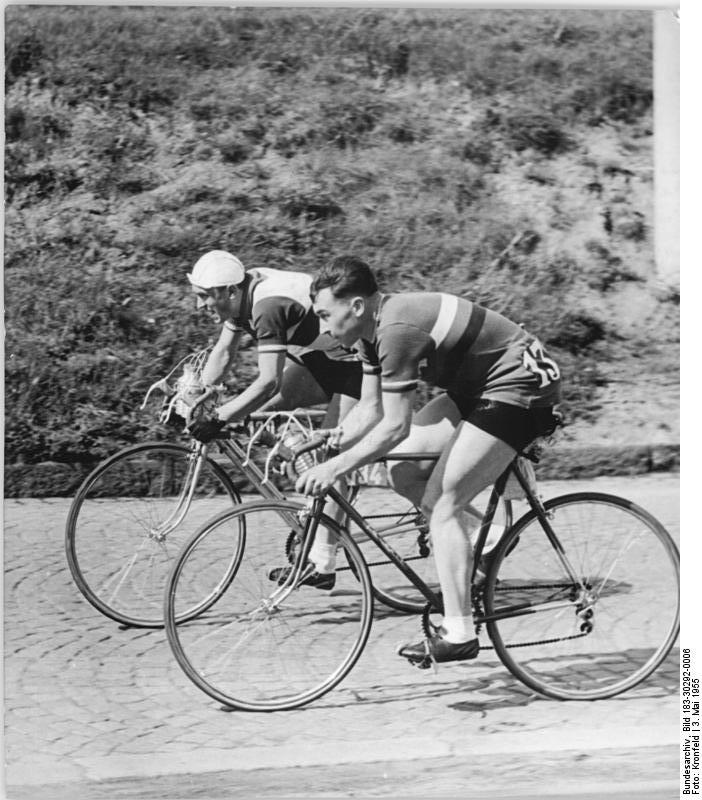
Boris Bebenin und Josef Křivka (1955)

Josef Křivka (* 22. Mai 1932 in Spojil; † 1971 in Prag) war ein  tschechoslowakischer Radrennfahrer und nationaler Meister im Radsport.

## Sportliche Laufbahn
Křivkas (in deutschen Medien häufig auch Krivka geschrieben) erstes bemerkenswertes Resultat war der zweite Platz im traditionsreichen Rennen Prag–Karlovy Vary–Prag (dem mit 262 bis 285 Kilometern längstem europäischen Straßenrennen für Amateure) 1953 hinter Jan Kubr. Ein Jahr später gewann er die nationale Meisterschaft im Straßenrennen und durchbrach damit die Dominanz von Jan Veselý, der das Meisterschaftsrennen seit 1946 in jedem Jahr gewonnen hatte. Zudem wurde er Zweiter der Slowakei-Rundfahrt hinter Karel Nesl. (wie auch 1958). 1955 wurde er Vize-Meister im Querfeldeinrennen. Bei der Internationalen Friedensfahrt war er sechsmal am Start und hatte mit dem 12. Platz 1959 sein bestes Gesamtergebnis. Zudem konnte er 1955 eine Etappe gewinnen. 1957 gewann er Prag–Karlovy Vary–Prag.

## Ehrungen
Der Radsportverein von Pardubice organisierte seit 1974 ein Gedenkrennen für Josef Křivka (erster Sieger war Michal Klasa), das aktuell (Stand 2020) noch ausgetragen wird.